# Corinne (personnage de fiction)
Pour l’article homonyme, voir Corinne (homonymie).
 (juillet 2017).
Corinne est un personnage de fiction féminin créé par le Lieutenant X, pseudonyme de l'écrivain Vladimir Volkoff. D'abord personnage secondaire d'une série de romans d'espionnage, Langelot, elle devient l'héroïne principale d'une autre série, en quelque sorte le pendant féminin de Langelot. Deux romans seulement ont été publiés dans cette série.

## Le cadre général des aventures de Corinne
La jeune femme apparaît pour la première fois dans Langelot agent secret (paru en 1965), puis dans divers autres romans de la série, tels Langelot gagne la dernière manche et Langelot mauvais esprit.
Corinne Levasseur n'est pas la véritable identité de l'héroïne. Âgée d'une vingtaine d'années, les cheveux châtains et les yeux verts, elle s'appelle en réalité Delphine Ixe et est la fille du général Ixe, directeur du SNIF. « Corinne » est son nom de guerre donné par le SNIF à la jeune femme, de même que celui de Langelot est « Auguste Pichenet ».
Elle est entrée au SNIF pour faire plaisir à son père, qui rêvait d'avoir un fils agent secret. Elle fantasme de temps en temps sur un autre métier qu'elle aurait pu faire, par exemple s'occuper d'enfants en crèche.
Pour un chercheur, Corinne, tout comme les derniers romans de Langelot seraient apocryphes : les deux romans de la série n'auraient, dans cette hypothèse, pas été écrits par Vladimir Volkoff.
En l'état, aucun élément déterminant ne permet d'affirmer la véracité de cette supposition.

## Les activités et missions détaillées de Corinne

### Participations de «Corinne» dans la sérieLangelot
Dans Langelot agent secret (1965)
Elle est, comme Langelot, stagiaire sur le navire-école du SNIF. En prenant de grands risques personnels, elle aide Langelot à démasquer un traître qui a pour tâche de détourner le navire-école.
Dans Langelot gagne la dernière manche (1980)
Elle aide Langelot à mettre hors d'état de nuire le traître Jacques Corsetier, dit Cordovan, chef suprême du Réseau Renversif (« R-R »), qui tente d'effectuer un coup d'État en France. Corinne se montre courageuse et déterminée.
Dans Langelot mauvais esprit (1980)
Elle prend la place d'une coiffeuse qui a été recrutée pour deux ans par la société ENGINEX. Elle est envoyée, sous cette couverture, dans les locaux de cette société en Afrique. Prenant de grands risques, elle parvient à donner le change. Néanmoins elle est démasquée par les agents du SPHINX, et ne doit la vie sauve que grâce à l'intervention in extremis de Langelot.

### Corinne: Première Mission
- Date de parution : 1981
- Résumé : Le roman, formé de 184 pages réparties en 17 chapitres, est divisé en trois parties informelles mais clairement distinctes.
  - Dans une première partie[2], « Corinne », qui sort à peine de l'école de formation du SNIF, est chargée par le capitaine Aristide, chef de la section Renseignement du SNIF, d'être l'officier traitant d'un informateur du service, Paulin Dulcimer. Cet informateur est censé lui donner des informations sur les membres faisant partie d'une organisation internationale terroriste appelée « TIPTU »[3]. Cette organisation est composée de 53 personnes, désignées par des noms de couleurs des jeux de cartes et par leurs fonctions. Ainsi, le TIPTU est organisé en quatre filières : « Piques », « Trèfles », « Cœur » et « Carreau ». Il est dirigé par le Joker, chef suprême et mystérieux. Chacun des chefs de filières est l'« As », il est secondé par le « Roi », et ainsi de suite jusqu'au « 2 » de la filière. Chacun des membres de la filière ne connaît que la personne de rang immédiatement supérieur et son subordonné direct, ce qui permet de cloisonner la filière. Ainsi le « 10 de Cœur » n'est en liaison qu'avec le « 9 de Cœur » et le « Valet de Cœur ». La mission confiée à la jeune femme s'avère vite ennuyeuse. Néanmoins, son informateur lui annonce qu'une importante réunion va bientôt avoir lieu à San Francisco : les quatre « Rois » de chacune des filières vont se rencontrer. Pour montrer à ses chefs qu'elle est capable de mener une enquête importante sans aide extérieure, elle sollicite une permission de congés et, après l'avoir obtenue, prend l'avion pour les États-Unis.
  - Dans une deuxième séquence[4], Corinne arrive à San Francisco et loue une chambre dans l'hôtel dans lequel la réunion des chefs terroristes doit se tenir. Après avoir soigneusement repéré ses quatre cibles, elle s'arrange pour fouiller les chambres des quatre suspects. Elle est surprise en pleine fouille par le dernier, Chuck Baines, qui lui déclare n'être en rien un terroriste : il est un pétrolier texan qui était venu parler affaires avec d'autres businessmen. Il lui propose de la raccompagner en France et de faire la lumière sur cette étrange « information » totalement erronée. La deuxième partie se termine par l'acceptation de Corinne de cette proposition et son souhait d'interroger au plus vite Paulin Dulcimer.
  - Dans une dernière partie[5], Corinne parvient à démanteler la filière « Carreau » de l'organisation terroriste, qui s'apprêtait à procéder à diverses exécutions en France. Son père, le général Ixe, était l'une des cibles, et c'est parce qu'elle était sa fille qu'elle avait été « éloignée » aux États-Unis le temps que les assassinats aient lieu. Après avoir cru que le chef de la filière (l’« As de Carreau ») était le capitaine Aristide, son chef direct au SNIF, elle découvre que ce chef de filière était Paulin Dulcimer. Elle parvient à l'appréhender un instant avant qu'il ne tue le général Ixe qui était venu se recueillir au cimetière sur la tombe de son épouse.

### Corinne et l'As de trèfle
- Date de première parution : 1983.
- Nouvelle publication en 2009 aux Éditions du Triomphe  (ISBN 9782-84378-349-4) avec des illustrations de Marie-Marthe Collin.
- Remarque : il s'agit de la dernière apparition de Corinne en littérature, que ce soit dans sa série propre ou dans les romans de la série Langelot.
- Résumé : Le roman, formé de 159 pages (éditions du Triomphe) réparties en 18 chapitres, est divisé en quatre parties informelles mais clairement distinctes.
  - Dans une première partie[6], Corinne est chargée, pour sa deuxième mission effectuée dans le cadre de l'opération Astragale, de se comporter comme si elle était la fille d'un émir arabe. Son nom d'emprunt sera donc Schemselnihar, fille de l'émir Caramalzaman. Comme elle ne connaît pas la langue arabe, elle sera censée être muette et n'aura pas le droit d'enlever son voile islamique. Pendant le trajet aérien Paris-Mexico, Corinne apprend de son chef de mission, Charif, que le projet consiste à contacter l'organisation terroriste TIPTU (« Terrorist International Professionnal Trade-union ») afin qu'elle organise un attentat contre Raùl Villareal, président du Costa Verde. Ce dernier, qui est un ami de la France, accepte le projet d'attentat et sera informé des préparatifs du TIPTU, dont les membres seront arrêtés peu avant l'attentat. De même que Corinne, dans la précédente aventure, était parvenue à démanteler la « filière Carreau » du TIPTU, le but sera ici de démanteler une seconde filière. Charif est muni d'une mallette contenant une très forte somme d'argent pour payer le « contrat » mis sur la tête du président. Arrivés à Mexico, les deux agents secrets du SNIF se rendent au Costa Verde, où Charif se comporte comme un cheikh arabe. Puis les deux espions retournent à Mexico. Charif est contacté par le TIPTU, et un rendez-vous est organisé deux jours après. Décidant de faire un peu de tourisme dans l'attente, Charif et Corinne se rendent aux pyramides de Teotihuacan. Ils sont attendus par un tueur embusqué qui leur tire dessus et qui abat Charif. Corinne se souvient du conseil de Charif : s'il lui arrivait malheur, Corinne avait pour mission de rentrer immédiatement à Paris. Mais la jeune femme décide de continuer la mission toute seule.
  - Dans une deuxième partie[7], Corinne décide de quitter son identité de princesse arabe, trop visible. Elle vole les papiers d'identité d'une américaine ayant son âge, sa corpulence et à peu près son physique ; elle prend avec elle la mallette contenant l'importante somme d'argent et change d'hôtel et d'aspect. Se faisant passer pour « Sally Rains », elle contacte le chef officiel des guérilleros du Parti Révolutionnaire du Costa Verde (PRCV) et lui propose de l'argent pour contacter le TIPTU et organiser un attentat contre Raùl Villareal, leur ennemi juré. Benito Tascadero lui parle de ses efforts pour chasser Villareal du pouvoir, et lui parle du coup d'État réalisé deux ans auparavant par Villareal contre l'ancien président Aguascalientes, qui a perdu la vie avec sa famille lors de l’explosion criminelle de son yacht. Le chef de la guérilla refuse la proposition de Corinne, expliquant que Villareal est trop bien gardé. Il lui remet un livre politique qu'il a écrit sur l'histoire du Costa Verde. Rentrée à l'hôtel, Corinne lit l'ouvrage. Une idée audacieuse lui vient à l'esprit : elle va se faire passer pour Cecilia Aguascalientes et proposer directement au TIPTU d'assassiner Villareal. Utilisant le numéro de téléphone que le TIPTU avait remis à Charif, elle entre en contact avec une personne du TIPTU. Un rendez-vous est prévu.
  - Dans une troisième séquence[8], Corinne se rend au rendez-vous fixé. Elle est interrogée sur son identité. L'agent du TIPTU se révèle soupçonneux, puisque Cecilia Aguascalientes est censée être morte dans l'attentat du yacht. Corinne répond du mieux qu'elle peut aux questions posées. On lui fixe un nouveau rendez-vous pour le surlendemain. Le rendez-vous terminé, elle rentre à l'hôtel. Le lendemain à 7 h, on lui apporte un petit déjeuner. Elle consomme ce petit déjeuner, qui s'avère être rempli de produits somnifères. Corinne est enlevée et conduite dans un endroit mystérieux. Elle est longuement interrogée par deux hommes, qui déclarent successivement être des agents de la police secrète du président Villareal, puis des révolutionnaires du PRCV. Elle persiste à déclarer pendant des heures qu'elle est Cecilia Aguascalientes. Les deux hommes lui présentent alors trois personnes qu'ils disent être M. Aguascalientes, son épouse et sa fille. Si cette dernière est vivante et gardée secrètement en cet endroit, cela signifie que Corinne ment sur son identité ! Ses gardes lui annoncent alors qu'elle va être donnée en pâture aux crocodiles. Alors qu'ils sont sur le point de la jeter dans l'eau du fleuve grouillant de sauriens, les deux hommes sont tués par un tireur d'élite situé non loin de là. L'homme se présente à Corinne : il déclare être le capitaine Ruy Valdez. L'homme lui fait quitter ce lieu assez sinistre par le fleuve, en pirogue. Ils arrivent longtemps après dans un campement dans la jungle. Ruy Valdez explique à Corinne qu'elle était interrogée par les hommes du président Villareal, et que lui-même est le chef opérationnel d'un camp de guérilleros du PRCV. Il demande à Corinne quelle est son identité, mais Corinne persiste à s'en tenir à sa stratégie initiale : elle est Cecilia et veut faire tuer Villareal. Après un bon repas, Valdez lui donne une amulette porte-bonheur qui appartenait à M. Aguascalientes et la fait reconduire par avion à Mexico.
  - Dans une quatrième et dernière partie[9], Corinne se rend au rendez-vous fixé par le TIPTU, avec l’acompte de 25 000 dollars exigé. Après une nouvelle série de questions sur son identité, son interlocutrice, qui s'avère être l'As de Trèfle et donc responsable de la « filière Trèfle » du TIPTU, lui explique qu'il faudra plusieurs semaines pour vérifier que « Cecilia » n'est pas un agent provocateur. Corinne lui présente alors l'amulette porte-bonheur donnée la veille par Valdez. L'As de Trèfle est alors convaincue de l'identité de Corinne, et lui expose en détail le plan pour assassiner le président Villareal… Après diverses aventures, Corinne parviendra à faire échouer l'attentat contre le président et à faire arrêter l'ensemble de la filière Trèfle du TIPTU, y compris l'As de Trèfle.

## Liste des titres
1. Corinne : Première Mission (1981)
2. Corinne et l'As de trèfle (1983)